# Wilhelmsburg
Wilhelmsburg (en baix alemany Willemsborg) és un barri del bezirk de Hamburg-Mitte de l'estat d'Hamburg a Alemanya, situat en una illa entre dos braços de l'Elba. En superfície (35,3 km²) és el barri més gran de la ciutat, en població el cinquè amb 50731 habitants a la fi del 2011, un creixement de 481 des de la fi de 2009.
Està creuat per una xarxa de canals, braços de l'Elba i wetterns o recs de desguàs. El Reiherstieg forma el principal eix nord-sud i el Canal Ernst August, Willemsburger Dove Elbe i el Georgswerder Schleusengraben l'eix oest-est. És considerada com l'illa fluvial més llarga d'Europa, tot i que la delimitació de l'illa, composta de tota una sèrie de petites i mitjanes illes, no és gaire clara.

## Història
Dins del regne de Hannover, el 4 de setembre de 1672 Jordi Guillem de Brunsvic-Lüneburg va comprar tres illes a l'Elba de la família noble Grote. Ja que els Grote havien començat la construcció de dics des del segle xiv, Jordi Guillem, un promotor immobiliari avant la lettre, va millorar el sistema de dics i de recs per a poder desenvolupar el conreu de la terra. Va donar el seu nom alemany al conjunt nou i al carrer major: Georg-Wilhelm-Straße. Així, la seva filla Sofia Dorotea, a la qual va donar la propietat, va obtenir el títol de comtessa de Wilhelmsburg.
De 1811 a 1814, Wilhelmsburg va ser un cantó francès al departament de Boques de l'Elba. Després de la desfeta francesa de 1815 tornà al regne d'Hannover i el 1866 a Prússia, al districte d'Harburg. El 1925 va esdevenir una ciutat sense districte que el 1927 va fusionar-se amb Harburg i esdevenir la ciutat Harburg-Wilhelmsburg. El 1937, la llei de l'àrea metropolitana d'Hamburg va afegir l'entitat a Hamburg. Després de la Segona Guerra Mundial va ser adscrit al districte d'Harburg. L'1 de març de 2008 passà al districte d'Hamburg-Mitte.

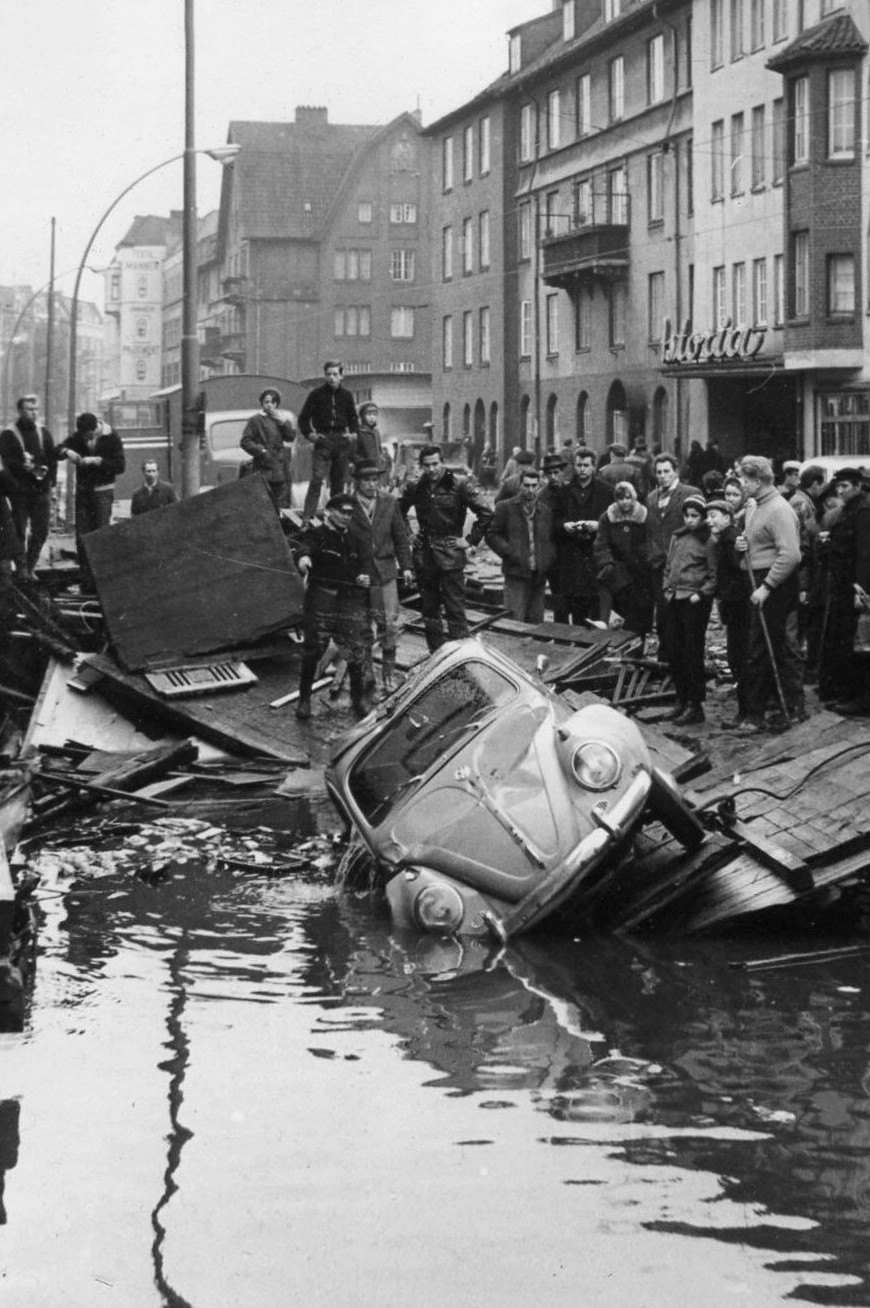
Després de la marejada al carrer Fährstraße (1962)

Fins al 1800, tret d'una activitat portuària i industrial rudimentària, l'illa era principalment una terra fèrtil de conreu i d'horta, gràcies als sediments al·luvials. Des de l'inici del segle xix començà la seva industrialització. A poc a poc, l'activitat portuària i industrial va desplaçar-se del port vell, molt a l'estret la ciutat vella d'Hamburg, vers la riba esquerra. Wilhelmsburg va esdevenir un barri obrer, amb un població densa i variada, amb instal·lacions portuàries i fàbriques remarcables. Com que els lloguers hi són fins a uns 50% més baixos que a la riba esquerra atreu molts immigrants; hi viuen persones de més de 50 nacions. L'arribada, cap a la fi dels anys 60, del transport per contenidor amb grans vaixells va accelerar el desenvolupament del port a Wilhelmsburg i a les illes veïnes, fins que el port vell va esdevenir només turístic, esportiu i monument catalogat.
Tot i tenir una reputació dolenta i que molts hanseàtics no travessen gaire el riu fins a un indret que consideren com el "sud llunyà," té un cert encant malgrat els seus problemes socials. La seva diversitat d'arquitectura i de natura és força desconeguda: De fàbriques obsoletes a parcs naturals, d'edificis amb apartaments banals a cases entramat de fusta del segle xviii darrere un dic ubèrrim, de molls amb embarcacions marítimes gegants i refineries de petroli a canals per a la navegació esportiva amb camins de sirga per a vianants lents... Artistes i estudiants van descobrir el barri i comencen a crear-hi una vida nova, tot i témer la gentrificació que va tocar altres barris alternatius de la ciutat com Sankt Pauli i Sternschanze.

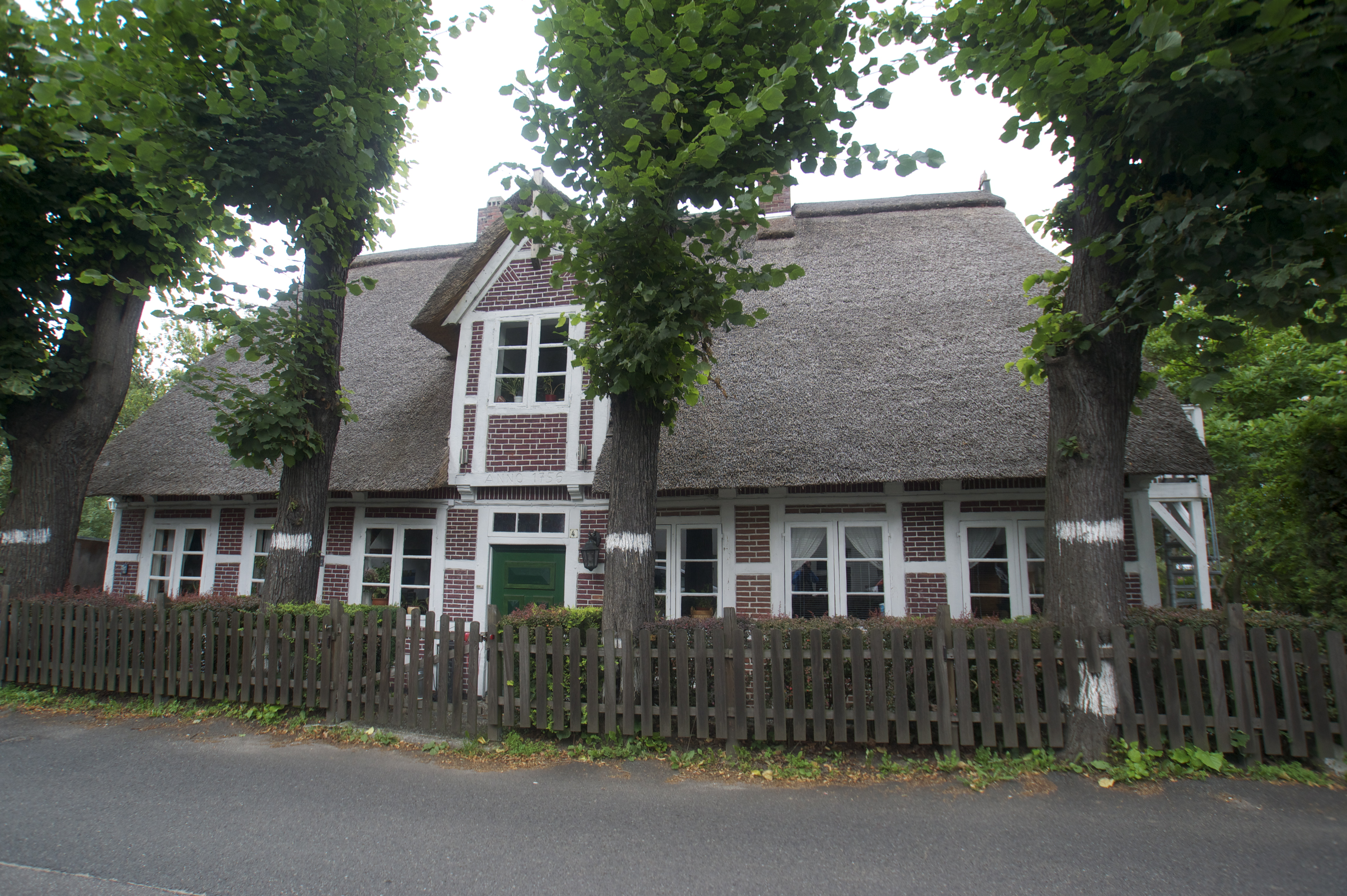
Casa de 1756 al dic del Wilhelmsburger Dove Elbe
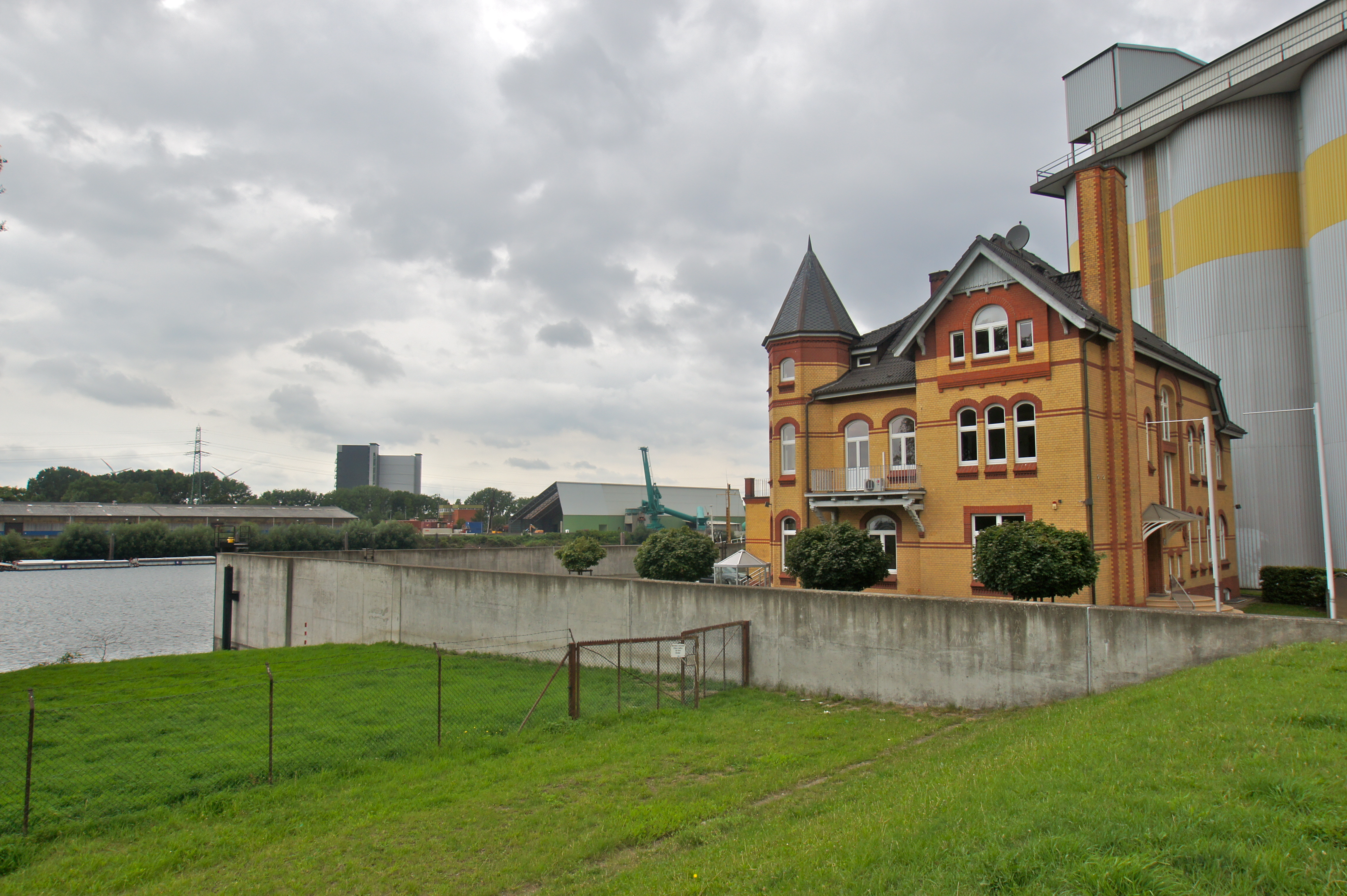
Casa del director del molí Aurora al Reiherstieg
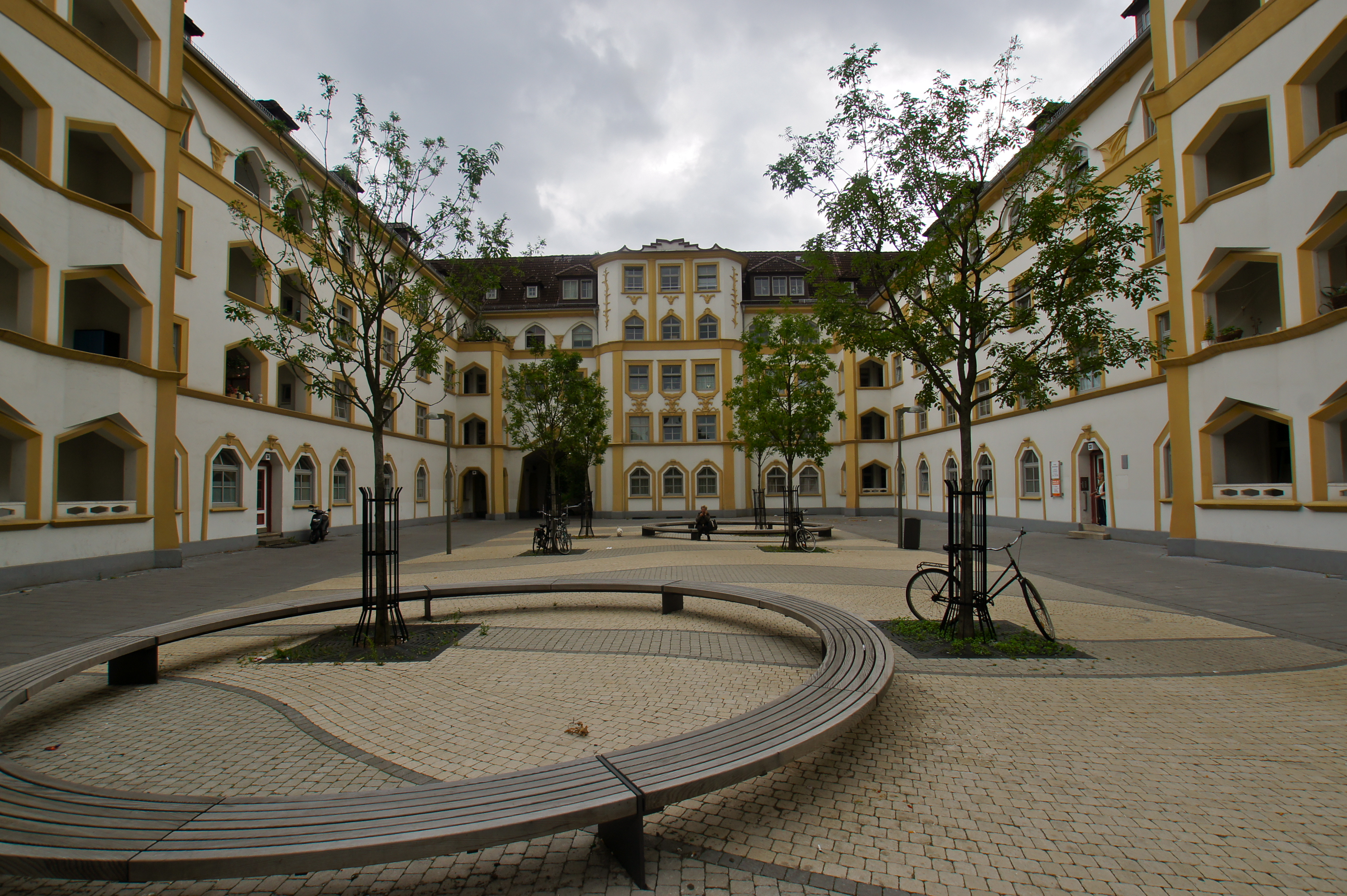
Pisos del 1927
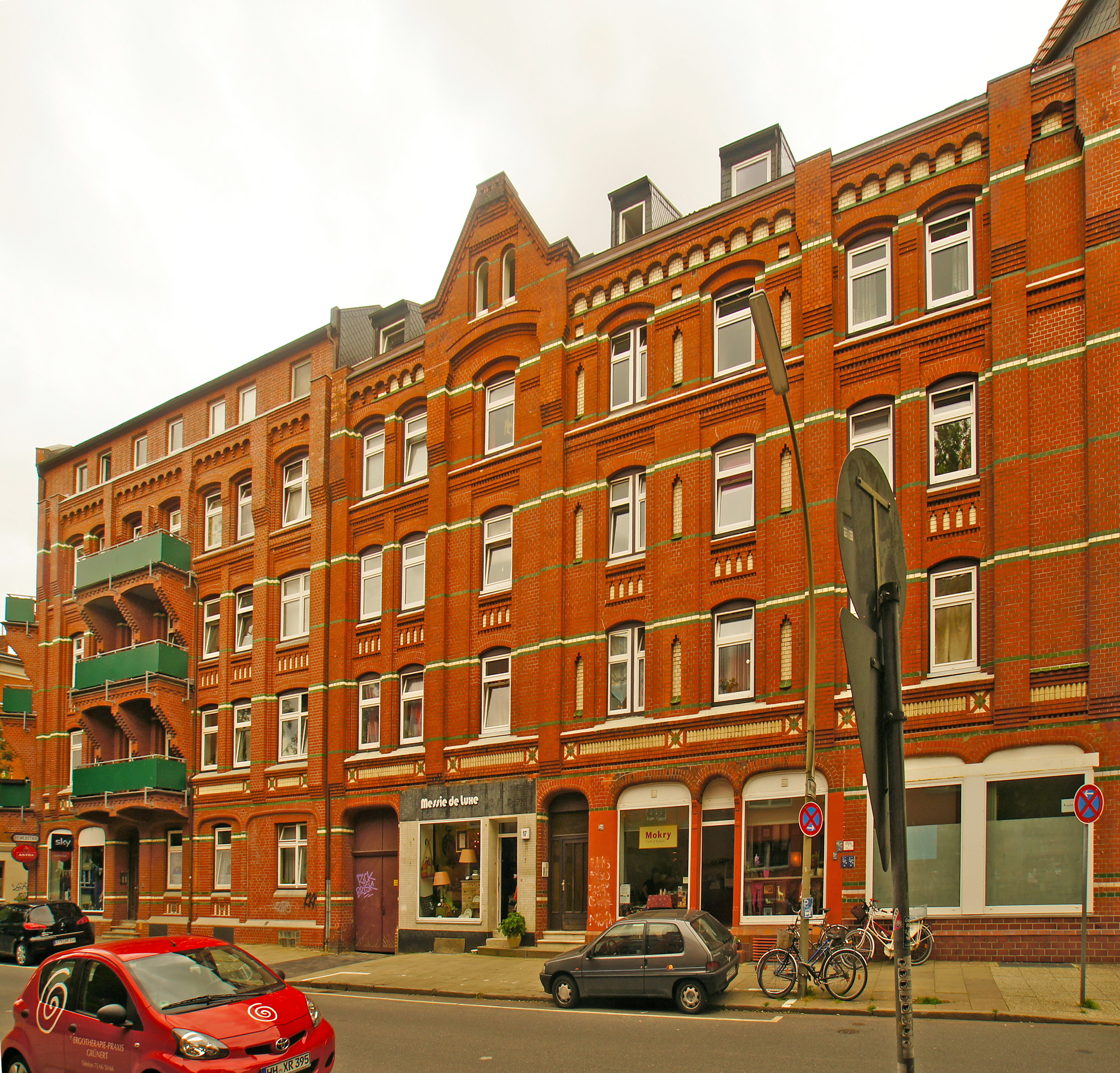
Mokrystraße
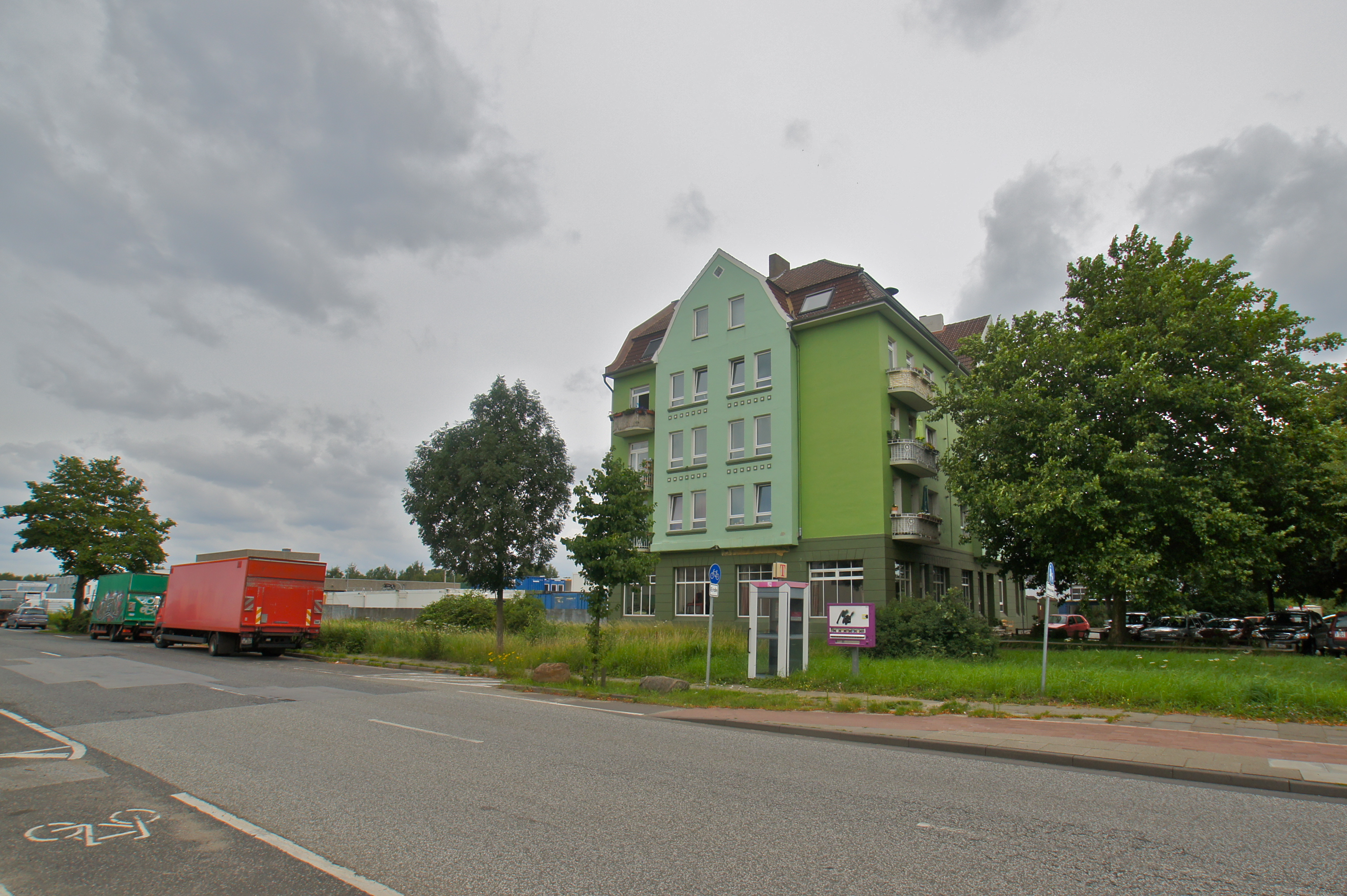
Rubbertstraße
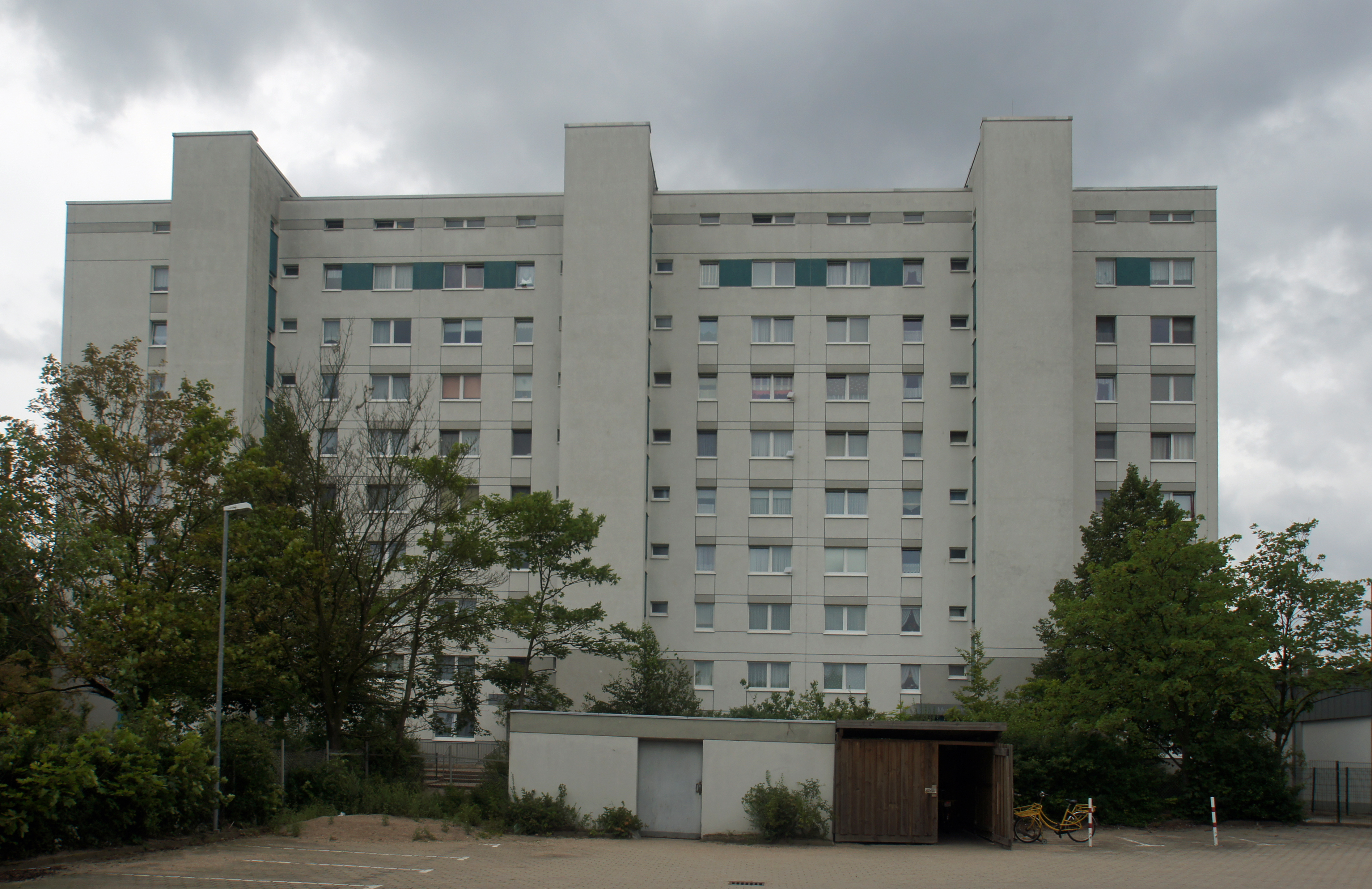
Pisos dels anys 1960

## 2003-2013 i enllà: El salt de l'Elba

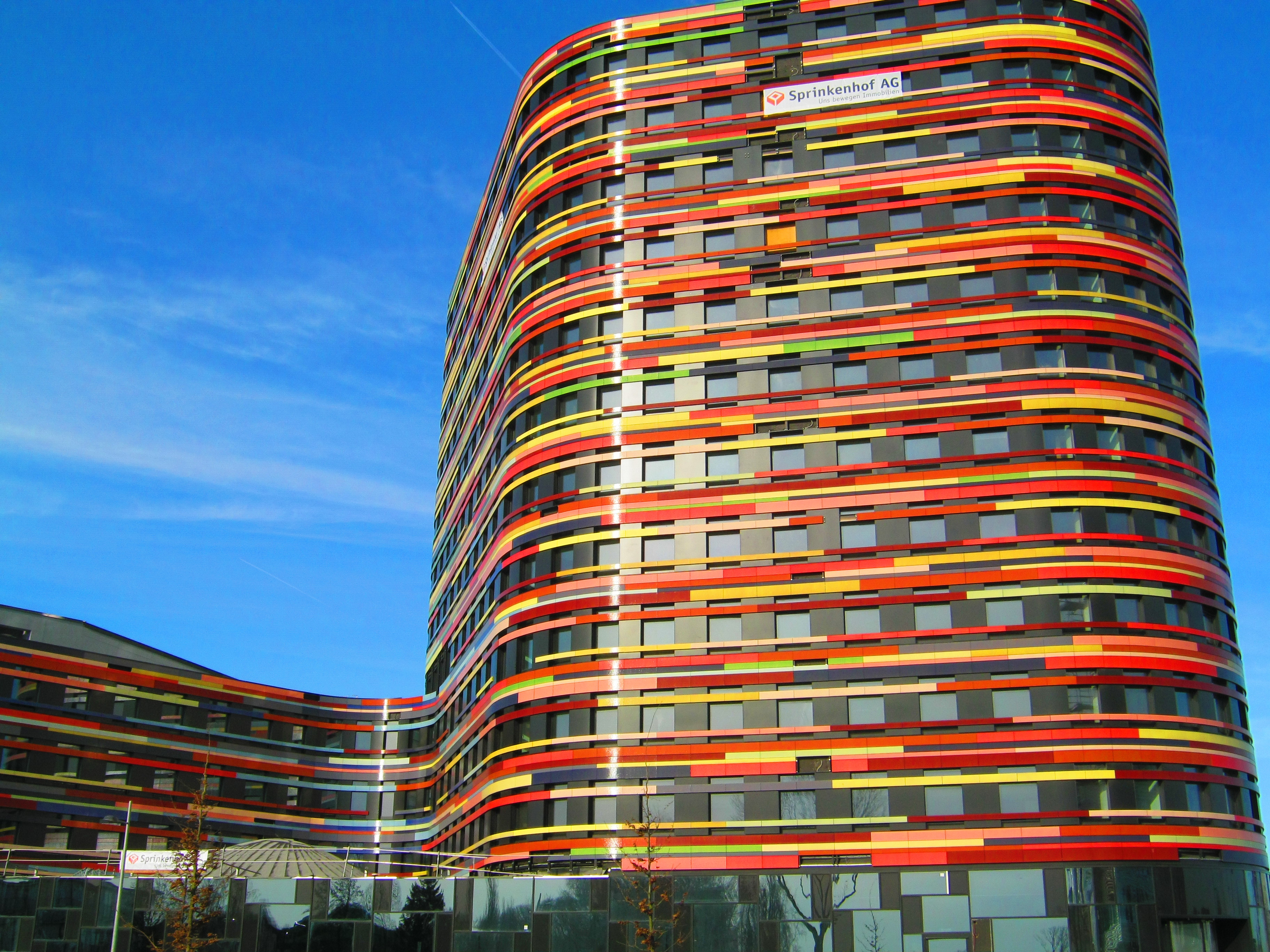
Edifici del Departament de Medi Ambient i Urbanisme
Arq.: Sauerbruch Hutton

El «salt de l'Elba» és un gran programa urbanístic començat el 2003 amb l'objectiu de desenclavar els barris de Wilhelmsburg i Harburg a la riba meridional de l'Elba i estimular els burgesos hamburguesos, força porucs de travessar l'Elba vers els barris considerats com massa proletaris. Exposicions, programes de construcció, de parcs, de connexió aquàtica i ferroviària haurien d'estimular la renaixença de la riba esquera. El 2013 l'Exposició internacional de jardins va terminar-se i la zona entre l'estació de la S1 i l'antiga casa de la vila s'està transformant en un nou parc públic. L'Exposició internacional de la construcció (IBA) va atreure arquitectes de renom per a realitzar projectes d'habitació, comerç i serveis que combinen estètica i eficiència energètica. Per donar l'exemple, el Departament de Medi Ambient i Urbanisme de l'estat d'Hamburg va transferir els seus despatxos de la Neustadt a un edifici nou de moltes coloraines al costat de l'estació.
Una nova resclosa al Canal Ernst August i la transformació del Rathauswettern en canal navegable integra el barri en la xarxa de barques turístiques dels Alsterdàmpfers, des de Sankt Pauli cap a l'antiga casa de la vila de Wilhelmsburg. La nova línia del metro U4 que encara s'acaba en atzucac al barri de l'Hafencity s'ha de perlongar als anys que venen per integrar el barri en la xarxa ferroviària de proximitat.

## Llocs d'interès
- La torre d'aigua Gross Sand
- El centre cultural de l'Honigfabrik

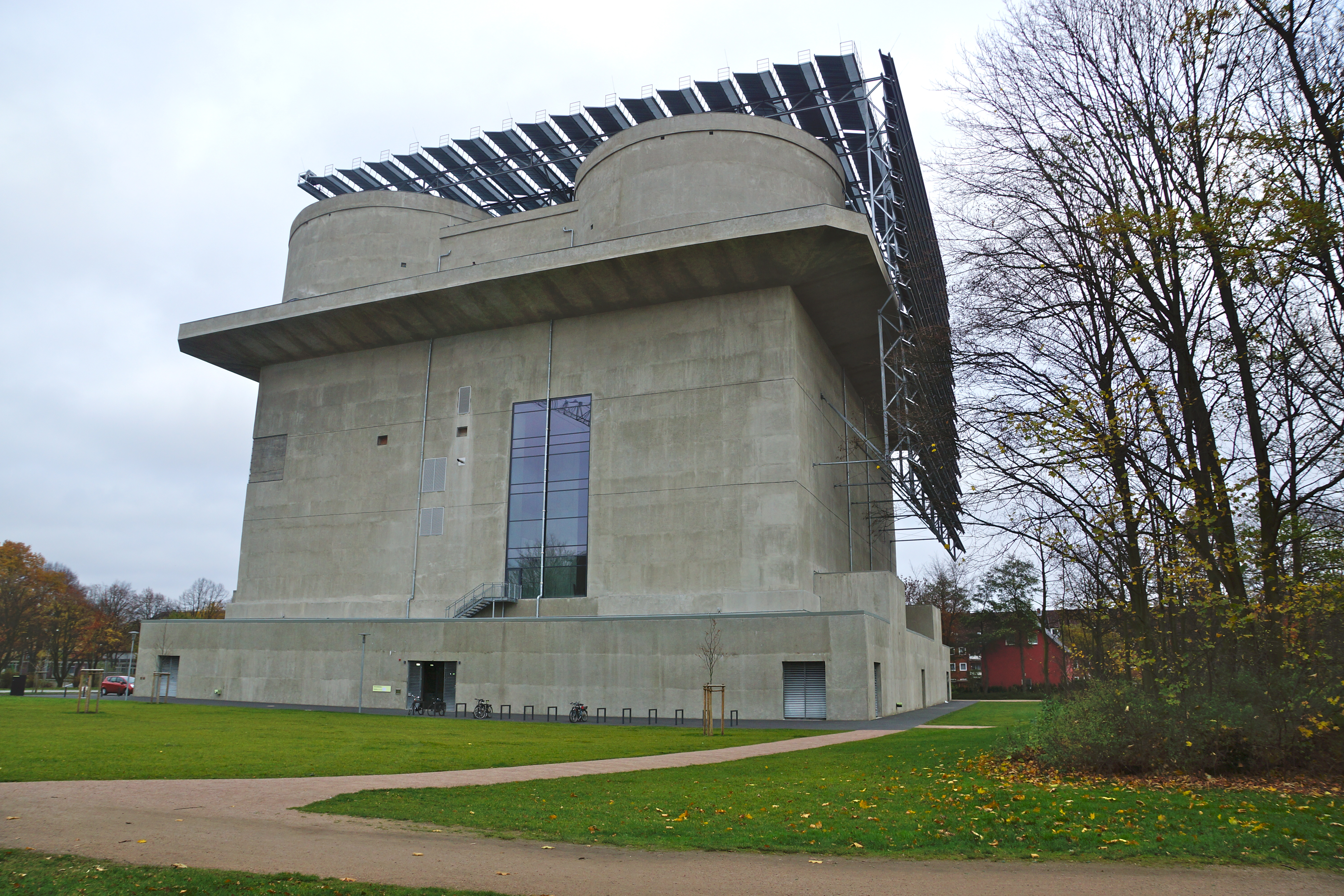
El bùnquer de les energies renovables

- La Torre Flak VI de 1942, un búnquer transformat en central d'energies sostenibles amb taverna a la plataforma panoràmica de 360° a 30 metres d'altitud.[12] La plataforma i la taverna, accessibles amb ascensor s'obren al públic totes les tardes.[13]
- Els senders del Canals Ernst August i Vering i del Wilhelmsburger Dove Elbe
- La casa de la vila
- El nou parc públic a la zona de l'Exposició internacional de jardins (IGA) de 2013
- Molts vestigis d'arqueologia industrial: canals, rescloses, fàbriques, ponts...
- Les tres reserves naturals: Rhee al Georgswerder Schleusengraben, Auenlandschaft Norderelbe i Heuckenlock

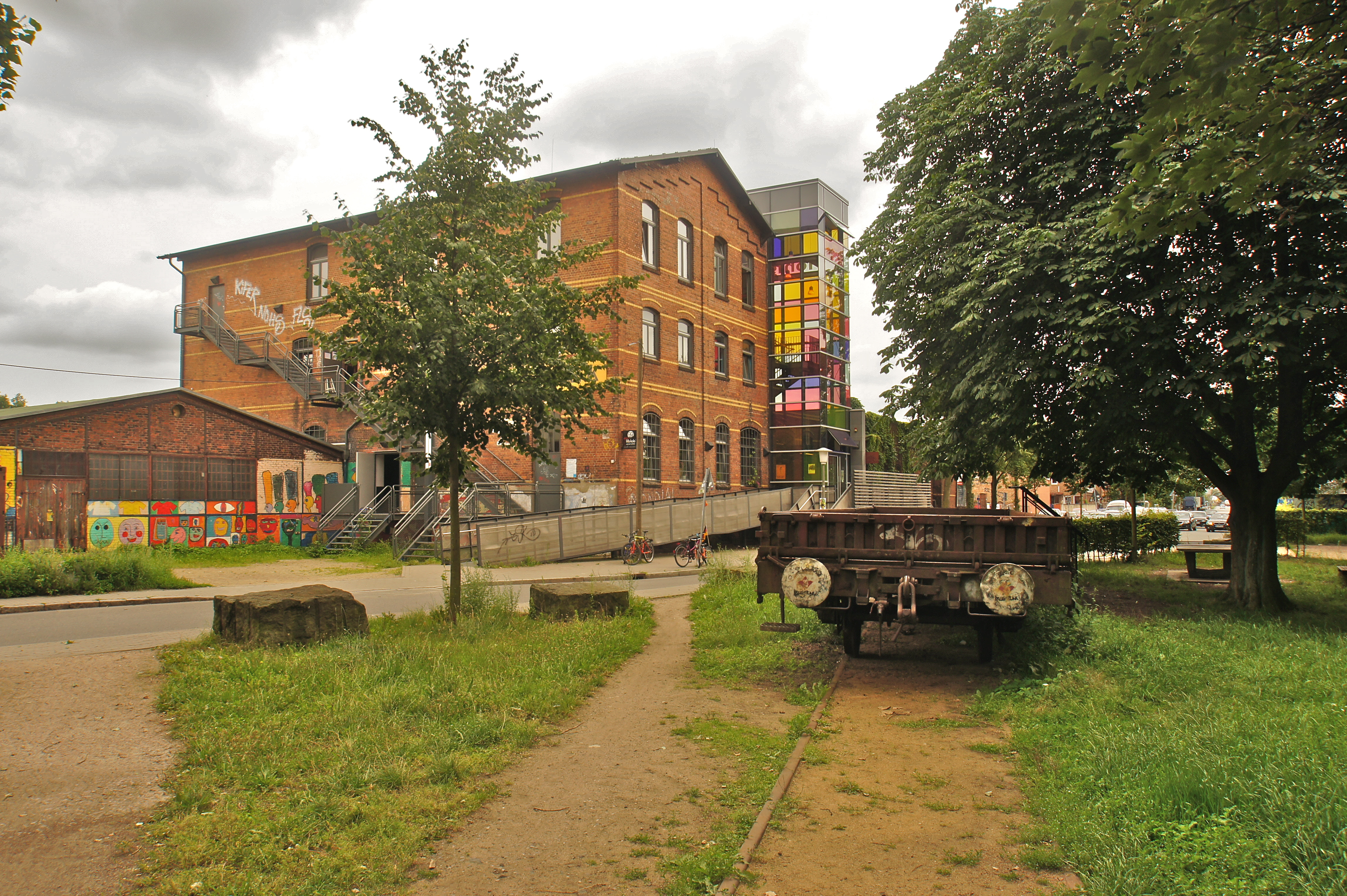
Centre cultural de la Honigfabrik
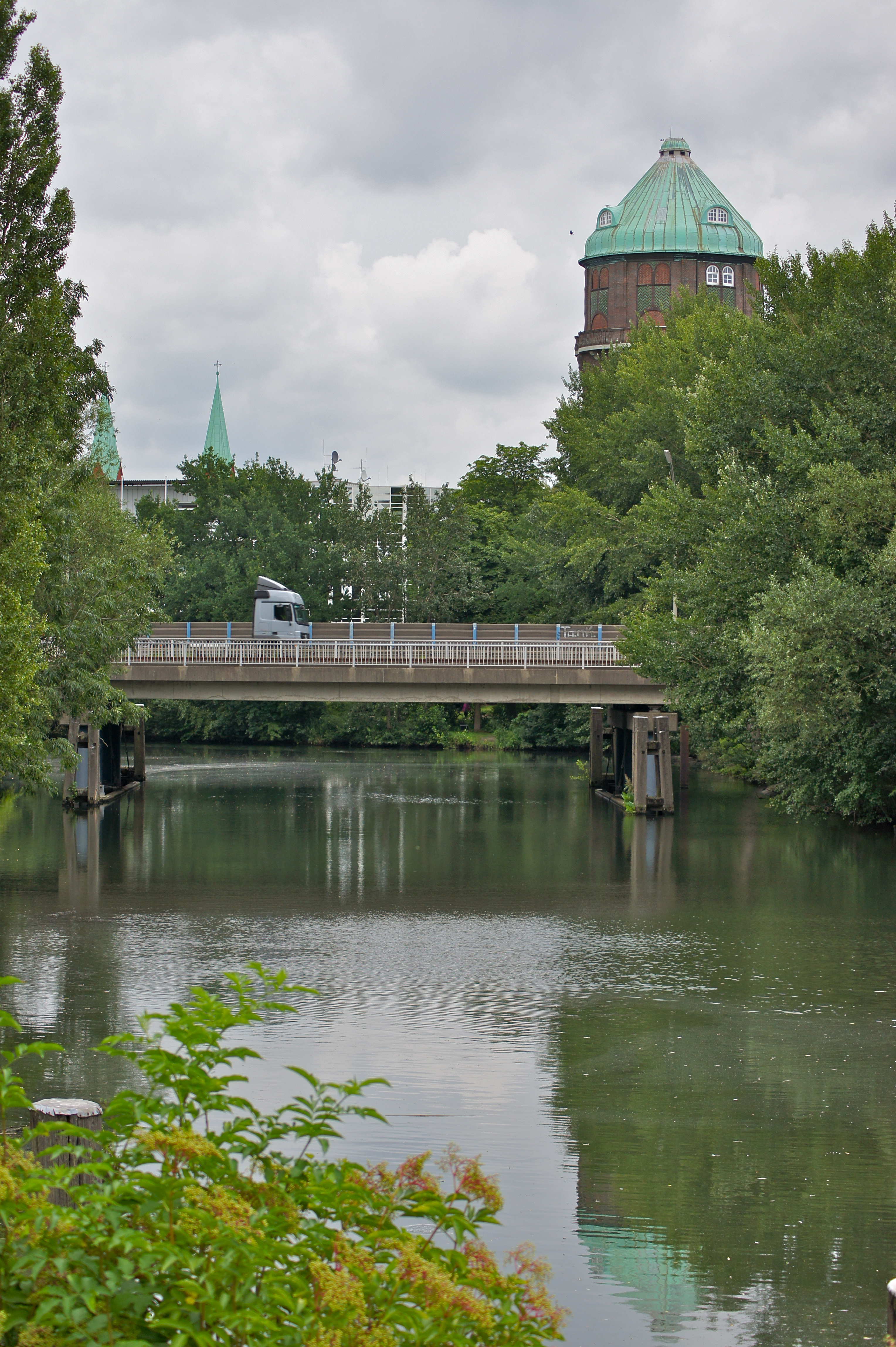
Torre d'aigua Gross Sand i Veringkanal
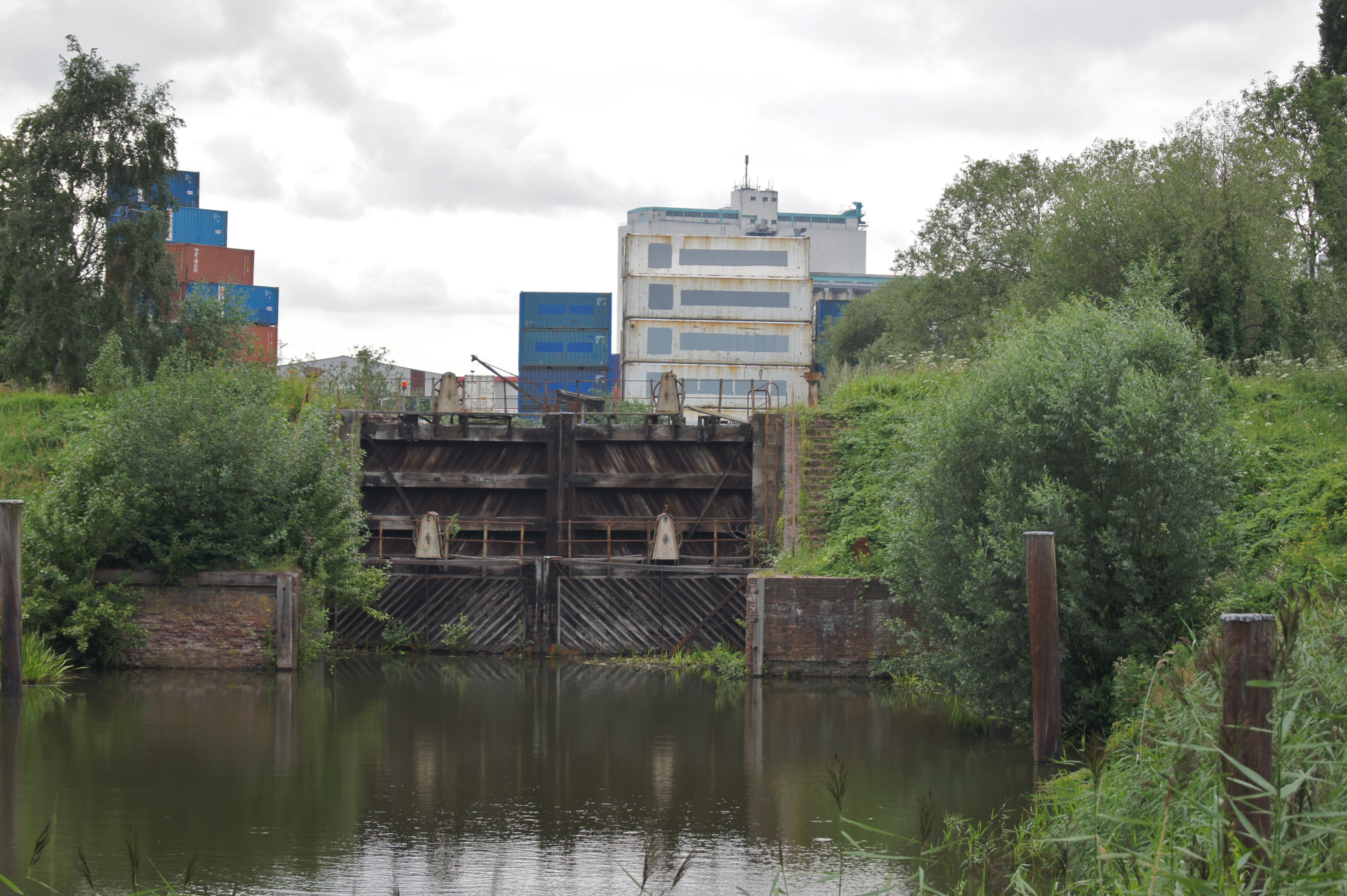
Resclosa llistada del Schmidtkanal
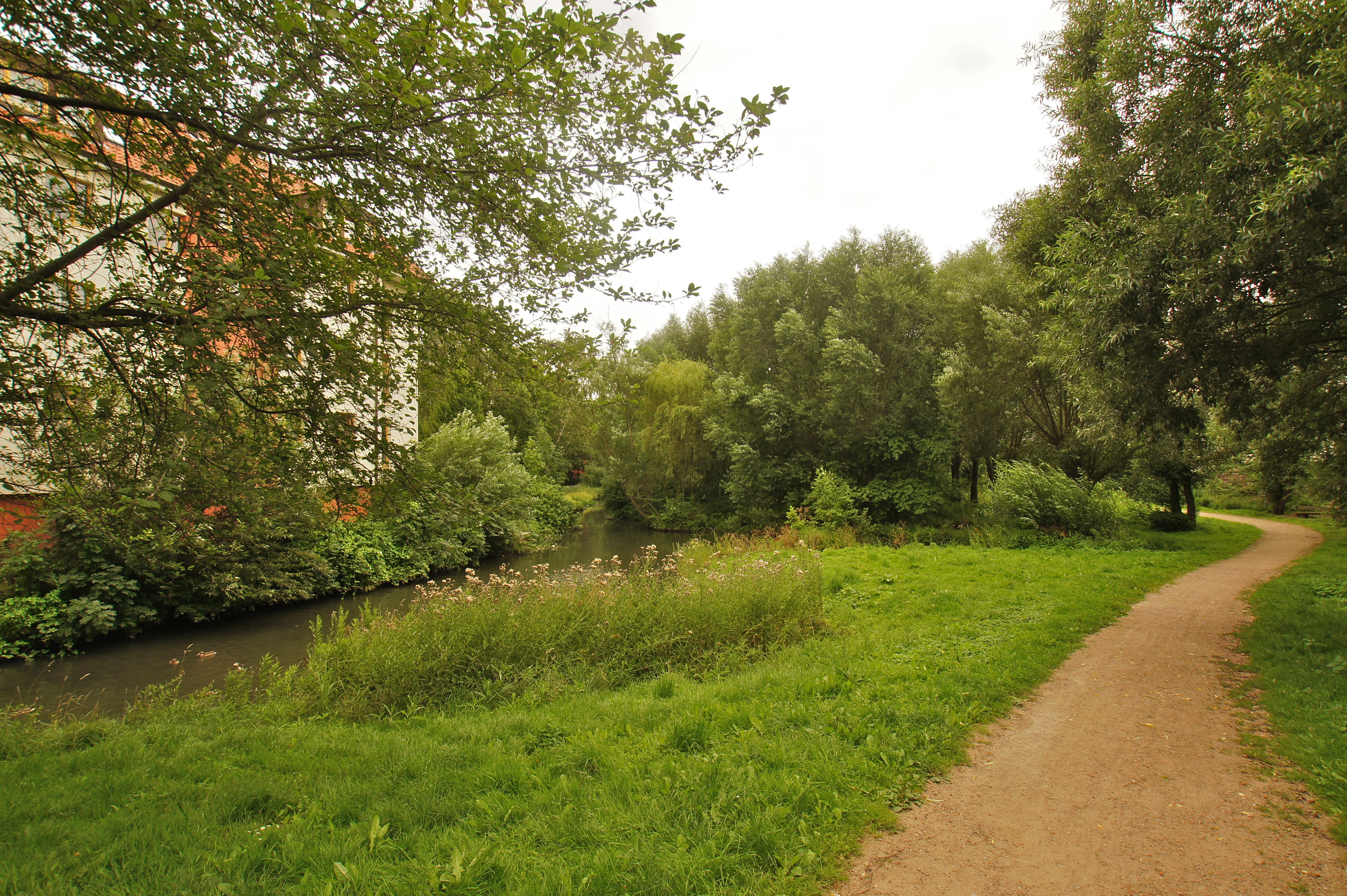
El Reiherstiegwettern

## Persones de Wilhelmsburg
- Wilhelm Cordes (1840-1914), arquitecte, director del cementiri d'Ohlsdorf

## Enllaços i referències
1. ↑  Wilhelmsburg, a l'Hamburger Abendblatt, 27 de setembre de 2010
2. ↑  «Wilhelmsburg» Arxivat 2013-11-26 a Wayback Machine., Hamburger Stadtteil-Profile 2012, Hamburg, Servei d'Estadística del Nord, 2012, pàgines 48-49, ISSN 1863-9518
3. ↑  Statistische Berichte Arxivat 2013-05-30 a Wayback Machine., Setembre de 2010, Servei d'Estadística d'Hamburg i de Slesvig-Holstein]
4. ↑  «Ein Herzog schenkte die größte Flussinsel Europas seiner Tochter», Hamburger Abendblatt, 26 de setembre de 2006 (en català: Un duc dona l'illa fluvial més gran d'Europa a la seva filla)
5. ↑  Friederike Ulrich «Sternschanze, Hafen City: Hamburgs neue Stadtteile«, Hamburger Abendblatt, 1 de març de 2008 (traducció: Els nous barris d'Hamburg)
6. ↑  vlkt, «Wilhelsmburg ist meine Baustelle», Hamburger Abendblatt, 22de juliol de 2011, (traducció: Wilhelmsburg és la meva obra de construcció) (alemany)
7. ↑  Stefan Mielchen, Ans andere Ufer, Hinnerk Arxivat 2012-01-04 a Wayback Machine., edició de juliol de 2011, Hamburg, pàgines 8-13 (traducció: A l'altra riba)
8. ↑  En alemany: Sprung uber die Elbe
9. ↑  «Elbinseln werden aufgewertet (alemany), Hamburger Abendblatt, 15 de desembre de 2004 (en català: Revalorització de les illes de l'Elba)
10. ↑  «Sprung über die Elbe: Neubau der Behörde für Stadtentwicklung und Umwelt» Arxivat 2013-12-19 a Wayback Machine., Behörde für Stadtentwicklung und Umwelt, 2013 (en català: Salt de l'Elba: edifici nou per al Departament de medi ambient i urbanisme)
11. ↑  «Das Streckennetz heute und morgen» Arxivat 2013-12-19 a Wayback Machine., Hamburger Hochbahn, 2013 (en català: La xarxa del metro avui i demà)
12. ↑  «Eine Kriegsruine wird zum Kraftwerk», NDR, 4 de novembre de 2013 (en català: Una ruina de guerra esdevé una central energètica)
13. ↑  Per a l'horari vegeu: Vju Hamburg